# Паутинник шафрановый
Паути́нник шафра́новый (лат. Cortinarius croceus) — вид грибов, входящий в род Паутинник (Cortinarius) семейства Паутинниковые (Cortinariaceae).

## Описание
Пластинчатый шляпконожечный гриб с паутинистым покрывалом. Шляпка взрослых грибов достигает 1—6 см в диаметре, у молодых грибов полушаровидная до конической, затем раскрывается до плоской, в центре с заметным бугорком. Поверхность бархатисто-волокнистая или чешуйчато-волокнистая, красно-коричневая или жёлто-коричневая, затем с охристо-жёлтым, более бледным краем. Пластинки гименофора приросшие зубцом к ножке, у молодых грибов насыщенно лимонно-жёлтые или оранжевые, затем, при созревании спор, оливково-коричневые и ржаво-коричневые.
Кортина лимонно-жёлтая.
Мякоть различных оттенков жёлтого, горьковатая или пресная на вкус, с приятным или неприятным запахом, описываемым как редечный или иодоформа.
Ножка достигает 3—10 см в длину и 0,3—1 см в толщину, цилиндрическая или расширяющаяся книзу, с шелковисто-волокнистой лимонно- или охристо-жёлтой поверхностью, с  остатками кортины, покрывающимися у взрослых грибов ржаво-бурыми спорами. Мицелий в основании ножки желтоватый.
Споровый отпечаток ржаво-коричневого цвета. Споры 6—10×3,5—6 мкм, эллиптические, с неровной поверхностью. Хейлоцистиды булавовидные.

### Сходные виды
Паутинник шафрановый относится к группе видов, чётко отличающихся только по микроскопическим характеристикам. Внешне из этой группы выделяется только паутинник коричный (Cortinarius cinnamomeus (L.) Gray, 1821), отличающийся ярко-оранжевыми пластинками молодых грибов.
- Cortinarius cinnamomeoluteus P.D.Orton, 1960 отличается более крупными спорами, пластинки этого вида обычно буроватые.
- Cortinarius croceifolius Peck, 1911 — североамериканский вид, напоминающий Cortinarius semisanguineus, однако с жёлтыми пластинками.
- Cortinarius croceus subsp. norvegicus (Høil.) Brandrud & H.Lindstr., 1990 — распространён в Северной Европе. Отличается более интенсивно-жёлтыми пластинками, красно-бурой шляпкой и более короткой ножкой.
- Cortinarius olivaceofuscus Kühner, 1955 отличается более тёмной коричневой окраской, жёлто-коричневыми пластинками.

## Значение
Является несъедобным из-за неприятного вкуса грибом. Некоторые родственные виды сильно ядовиты, однако содержание опасных для человека токсинов в паутиннике шафрановом не подтверждено, случаи отравления не известны.

## Экология и ареал
Широко распространён по бореальной зоне Евразии. Произрастает в хвойных и лиственных лесах с конца лето по осень.

## Синонимы
- Agaricus croceus Schaeff., 1774basionym
- Agaricus croceus var. alliaceus Pers., 1828
- Agaricus fucatophyllus Lasch, 1828
- Agaricus subcorneus Batsch, 1783, nom. superfl.
- Cortinarius cinnamomeobadius Rob.Henry, 1939
- Cortinarius cinnamomeofulvus Rob.Henry, 1939, nom. inval.
- Cortinarius cinnamomeolutescens Rob.Henry, 1939, nom. inval.
- Cortinarius cinnamomeus subsp. croceus (Schaeff.) Sacc., 1887
- Cortinarius cinnamomeus var. croceus (Schaeff.) Fr., 1838
- Cortinarius fucatophyllus (Lasch) Fr., 1838
- Cortinarius incognitus Ammirati & A.H.Sm., 1972
- Dermocybe cinnamomeobadia (Rob.Henry) M.M.Moser, 1974
- Dermocybe cinnamomeolutea sensu M.M.Moser, 1974
- Dermocybe crocea (Schaeff.) M.M.Moser, 1974
- Dermocybe fucatophylla (Lasch) Ricken, 1915
- Flammula cinnamomea var. crocea (Schaeff.) P.Kumm., 1871